# Betinget udødelighed
Betinget udødelighed (også kaldt konditionalisme fra ordet "kondition" der betyder betingelse og "annihilation" der betyder udslettelse) er en af flere teologiske forståelser af hvad helvedet i kristendommen indebærer. Ifølge læren om betinget udødelighed, gives det evige liv kun til dem der tror på Jesus af Nazaret som frelser.
Dette er til forskel fra det traditionelle syn på helvedet, der fortæller at alle mennesker lever forevigt, enten i evig pinsel i Helvedet eller i fryd i himmelen. Konditionalister tror, at Gud på dommedag vil kaste syndere i ildsøen og lade dem udslette heri. Kristne trossamfund der tror på betinget udødelighed inkluderer blandt andet adventisterne og den anglikanske kirke. 
Konditionalisme er en udbredt opfattelse blandt flere individuelle kristne, der tilhører kirkesamfund som officielt tror på det førnævnte traditionelle helvedes syn[kilde mangler].
Konditionalisme var den mest udbredte opfattelse af helvedet blandt kirkefædre indtil år 100, hvorefter universalisme og EBT (Evig bevidst tortur) blev det udbredte syn.
En af de mere kendte kirkefædre der underviste betinget udødelighed var Irenæus (130-200).
Konditionalisme er på de seneste år blevet mere udbredt på græsrodsplan i flere protestantiske kirker[kilde mangler].
Centralt for denne udbredelse var bl.a. det tværkirkelige evangelikale projekt Rethinking Hell i USA. Rethinking Hell har med deres ugentlige podcast, konferencer og bøger prøvet at inddrage talsmænd fra flere kirkeretninger i dialog om emnet.